# Нововаршавка
Нововарша́вка — рабочий посёлок в России, административный центр Нововаршавского района Омской области.
Население — 5816 чел. (2023).

## Физико-географическая характеристика
Расположен в 150 км к юго-востоку от Омска, на левом берегу Иртыша.
Посёлок расположен в пределах Ишимской равнины, являющейся частью Западно-Сибирской равнины, на левобережье Иртыша (река протекает в 2,3 км к востоку от посёлка). Нововаршавка находится в 150 км к юго-востоку от Омска, в 49 км к северу от государственной границы с Республикой Казахстан.
Климат
Климат резко континентальный, со значительными перепадами температур зимой и летом (согласно классификации климатов Кёппена — влажный континентальный с прохладным летом (Dfb)). Многолетняя норма осадков — 344 мм. Наибольшее количество осадков выпадает в июле — 59 мм, наименьшее в марте — 12 мм. Среднегодовая температура положительная и составляет +1,3 °C.
| Показатель                     | Янв.  | Фев.  | Март  | Апр. | Май  | Июнь | Июль | Авг. | Сен. | Окт. | Нояб. | Дек.  | Год  |
| ------------------------------ | ----- | ----- | ----- | ---- | ---- | ---- | ---- | ---- | ---- | ---- | ----- | ----- | ---- |
| Средний суточный максимум, °C  | −13,5 | −12,5 | −4,6  | 8,2  | 18,4 | 24,2 | 25,8 | 22,4 | 16,9 | 6,3  | −4,6  | −10,3 | 6,4  |
| Средняя температура, °C        | −18   | −17,4 | −9,6  | 3,2  | 13,1 | 18,0 | 20,1 | 16,8 | 11,3 | 2,2  | −8,4  | −14,6 | 1,3  |
| Средний суточный минимум, °C   | −22,5 | −22,3 | −14,5 | −1,8 | 5,8  | 11,9 | 14,4 | 11,3 | 5,8  | −1,8 | −13,1 | −18,9 | −3,8 |
| Норма осадков, мм              | 17    | 13    | 12    | 18   | 30   | 46   | 59   | 47   | 29   | 30   | 25    | 18    | 344  |
| Источник: Климат: Нововаршавка |       |       |       |      |      |      |      |      |      |      |       |       |      |

Часовой пояс
Нововаршавка находится в часовой зоне МСК+3. Смещение применяемого времени относительно UTC составляет +6:00.

## История
Своё название «Нововаршавка» получила от первых поселенцев. Один из них — Абрамов Василий Алексеевич, служивший в русской императорской армии в Варшаве, которая произвела на него большое впечатление, предложил на одном из перекуров назвать посёлок «Новая Варшава». По воспоминаниям других старожилов, название предложил Максим Десятов, тоже бывавший в Варшаве.
Долгое время эта территория считалась непригодной для земледелия. Только в 1901 году на арендованных у казачества землях переселенцами из Самарской губернии была основана деревня Рытовка. В 1911 году у земель появился новый хозяин. Помещик Эрлих выкупил арендованные крестьянами земли. Он стал сдавать земельные наделы в аренду немецким переселенцам из Крыма. А жители Рытовки переехали на государственные земли в 12 километрах от своего бывшего села, основав хутор Болото.
После революции 1917 года жители хутора получили земельные наделы в личное распоряжение возле Рытовки, в 1920 году началось строительство нового населённого пункта. В 1921 года на сельском сходе село получило название Новая Варшавка.
В 1927 году было образован ТОЗ (товарищество по совместной обработки земли). В 1929 году в Нововаршавке был образован колхоз «Объединение». А в 1930 году жители Рытовки организовали колхоз «Форвердс» («Вперед») (позднее переименован в колхоз имени Тельмана). В 1940 году оба села вошли в состав Дробышевского района с райцентром в селе Дробышево.
В 1946 году было решено перевести райцентр Дробышевского района в Нововаршавку. В эти годы произошло практическое объединение Нововаршавки и Рытовки, которое окончательно закрепилось слиянием колхозов «Объединение» и им. Тельмана в колхоз «Красный Октябрь».

## Население
Динамика численности населения по годам:
| 1959 | 1970 | 1979 |
| ---- | ---- | ---- |
| 3110 | 4251 | 5279 |

| 1959  | 1970  | 1979  | 1989  | 2002  | 2009  | 2010  |
| ----- | ----- | ----- | ----- | ----- | ----- | ----- |
| 3110  | ↗4251 | ↗5279 | ↗6554 | ↗6566 | ↘6235 | ↘5890 |
| 2011  | 2012  | 2013  | 2014  | 2015  | 2016  | 2017  |
| ↗5896 | ↗5976 | ↗6031 | ↘5968 | ↘5959 | ↗6007 | ↗6093 |
| 2018  | 2019  | 2020  | 2021  | 2023  |       |       |
| ↗6095 | ↗6105 | ↘6040 | ↘5869 | ↘5816 |       |       |

## Образование
В 1992 году на базе средней школы основана Нововаршавская гимназия (муниципальное бюджетное образовательное учреждение).
В Нововаршавке находятся центральная районная, центральная детская и городская библиотеки.
«Нововаршавская центральная районная больница», с подразделениями по всему району

## Транспорт

### Автодороги
- «Новоселецк — Таврическое — Нововаршавка» (идентификационный номер 52 ОП РЗ К-29) длиной 152,65 км. (межрегиональная)
- «Нововаршавка — Черлак» (идентификационный номер 52 ОП РЗ К-15) длиной 3,5 км.
  - Имеется паромная переправа[30][31][32] через Иртыш на дороге Черлак-Нововаршавка.
- «Нововаршавка — Дробышево — Черлакское» (идентификационный номер 52 ОП МЗ Н-291) длиной 42,094 км.
- «Нововаршавка — Ермак» (идентификационный номер 52 ОП МЗ Н-292) длиной 37,00 км.
- «Нововаршавка — Заречное» (идентификационный номер 52 ОП МЗ Н-293) длиной 21,18 км.
- «Объезд раб. пос. Нововаршавка» (идентификационный номер 52 ОП МЗ Н-294) длиной 5,642 км.

.